# Reginald Flint
Pour les articles homonymes, voir Flint.
Reginald Flint né le 16 juillet 1903 à Sheffield et mort le 19 juin 1981 dans cette même ville est un nageur anglais ayant participé aux Jeux olympiques en 1924 et 1928.

## Biographie
Au niveau national, Reginald Flint est champion d'Angleterre du 200 mètres brasse (1924, 1925, 1928 et 1929) avec une deuxième place en 1926 et 1927 et une troisième en 1931.
Il est donc sélectionné pour représenter la Grande-Bretagne aux Jeux olympiques.
Aux Jeux olympiques de Paris en 1924, il réalise 3 min 5 s 20 sur le 200 mètres brasse. Premier de sa série, il va en demi-finale,,. Avec 3 min 6 s 80 et une 5e place, il ne peut accéder à la finale,.
À Amsterdam en 1928, Reginald Flint est à nouveau engagé sur le 200 mètres brasse mais est éliminé dès les séries.
Lors des 1ers Jeux de l'Empire britannique de 1930, Reginald Flint, sur 200 yards brasse se classe 3e avec un temps de 2 min 45 s.